# Jacek Mrozek
Jacek Janusz Mrozek (ur. 22 maja 1974 w Kętrzynie) – polski sędzia, profesor uczelni, samorządowiec i urzędnik państwowy, w 2007 wicewojewoda warmińsko-mazurski, starszy oficer Wojska Polskiego.

## Życiorys
W 1998 r. uzyskał licencjat z teologii w Diecezjalnym Kolegium Teologicznym w Ełku. Ukończył studia magisterskie na Wydziale Teologii Uniwersytetu Warmińsko-Mazurskiego (2001) oraz na Wydziale Prawa Uniwersytetu w Białymstoku (2005).
Uzyskał cztery stopnie naukowe:
- doktor nauk humanistycznych w zakresie filozofii w specjalności etyka w 2004 r., na Wydziale Filozofii Chrześcijańskiej Uniwersytetu Kardynała Stefana Wyszyńskiego w Warszawie, na podstawie pracy Afirmacja życia człowieka w katolickiej etyce społecznej w Polsce okresu międzywojennego, wykonanej pod kierunkiem ks. prof. Józefa Dołęgi
- doktor nauk teologicznych w specjalności teologia moralna w 2005 r., na Wydziale Teologicznym UKSW, w oparciu o rozprawę zatytułowaną Apostolstwo świeckich w listach pasterskich biskupów łomżyńskich po Soborze Watykańskim II, którą przygotował pod kierunkiem ks. prof. Pawła Góralczyka
- doktor nauk prawnych w 2012 r. na Wydziale Prawa i Administracji Uniwersytetu Warmińsko-Mazurskiego, na podstawie rozprawy pt. Wolność słowa a prawna ochrona przekonań religijnych. Studium prawno-administracyjne i z zakresu ochrony praw człowieka, wykonaną pod kierunkiem ks. prof. Juliusza Sztychmilera
- doktor habilitowany nauk społecznych w zakresie nauk o bezpieczeństwie, w 2023 r. – Wyższa Szkoła Marynarki Wojennej w Warnie(inne języki), na podstawie pracy pt. The protection of the freedom of speech as a basic component of civil security on the example of the Russian Federation.

Ukończył studia podyplomowe:
- Finanse i rachunkowość – Wydział Ekonomii Uniwersytetu w Białymstoku,
- Zarządzanie jednostką samorządu terytorialnego – Kolegium Ekonomiczno-Społeczne Szkoły Głównej Handlowej w Warszawie,
- Kontrola, nadzór i audyt w administracji publicznej – Wydział Prawa i Administracji Uniwersytetu Warmińsko-Mazurskiego w Olsztynie,
- Stosunki międzynarodowe i dyplomacja – Collegium Civitas w Warszawie i Polska Akademia Nauk,
- Master of Business Administration (MBA) – Wyższa Szkoła Finansów i Zarządzania w Warszawie,
- Zarządzanie administracją publiczną – Gdańska Szkoła Wyższa,
- Zarządzanie w ochronie zdrowia – Gdańska Szkoła Wyższa,
- Dyplomacja – Akademia Marynarki Wojennej im. Bohaterów Westerplatte w Gdyni,
- Bezpieczeństwo lotnicze – Lotnicza Akademia Wojskowa „Szkoła Orląt” w Dęblinie.

Odbył specjalistyczne kursy wojskowe:
- oficerski w korpusie osobowym sprawiedliwości i obsługi prawnej w grupie osobowej sądownictwa – Wyższa Szkoła Oficerska Wojsk Lądowych im. Generała Tadeusza Kościuszki we Wrocławiu (obecnie Akademia Wojsk Lądowych),
- przekwalifikowania w korpusie ogólnym w grupie zarządzania zasobami osobowymi i mobilizacyjno-uzupełnieniowej – Akademia Sztuki Wojennej w Warszawie,
- doskonalenia w korpusie łączności i informatyki w grupie osobowej eksploatacja systemów informatycznych – Wojskowa Akademia Techniczna im. Jarosława Dąbrowskiego w Warszawie.

Podjął pracę jako nauczyciel akademicki na Uniwersytecie Warmińsko-Mazurskim. Wykładał również w niepublicznych szkołach wyższych w Białymstoku, Bydgoszczy i Olsztynie. Był także dyrektorem Centrum Kształcenia Praktycznego i Ustawicznego w Ełku. Z ramienia AWS był radnym rady powiatu ełckiego I kadencji (1998–2002), zaś z listy LPR bez powodzenia ubiegał się o mandat radnego Ełku w wyborach w 2002. W 2006 przeszedł do PiS, z rekomendacji którego ubiegał się bezskutecznie o urząd prezydenta Ełku w wyborach w 2006. Uzyskał jednocześnie mandat radnego Ełku.
Był członkiem rad nadzorczych fabryki Sklejka-Pisz S.A. w Piszu oraz Zakładu Wodociągów i Kanalizacji Sp. z o.o. w Białej Piskiej. Od marca do listopada 2007 sprawował funkcję wicewojewody warmińsko-mazurskiego. Bez powodzenia ubiegał się o mandat senatorski w wyborach w 2007 w okręgu Olsztyn.

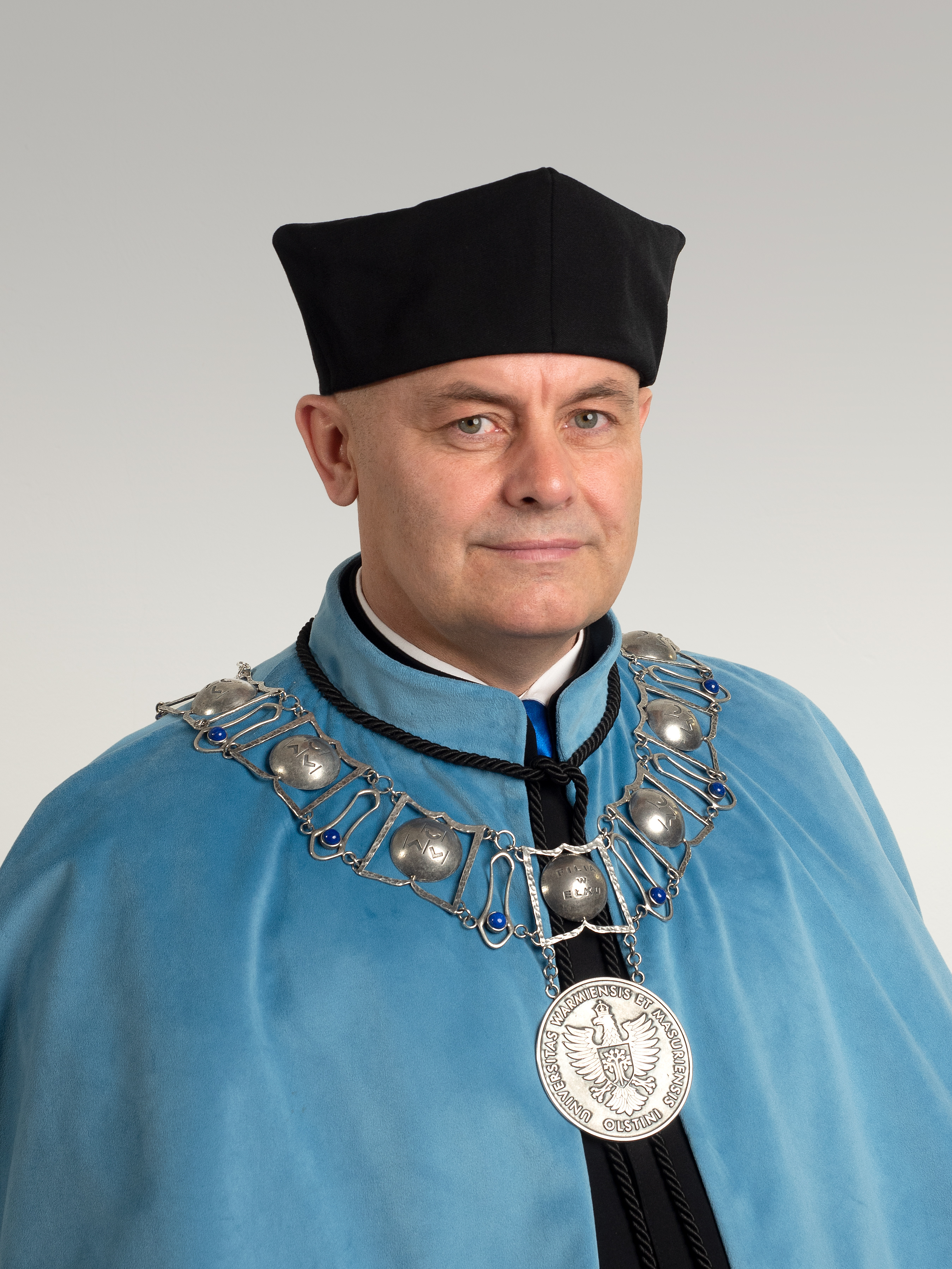
Dyrektor Filii w Ełku Uniwersytetu Warmińsko-Mazurskiego w Olsztynie z insygniami dziekańskimi (2022)

Od czasu odejścia z urzędu wicewojewody kontynuował pracę naukową m.in. w Instytucie Dziennikarstwa i Komunikacji Społecznej Wydziału Humanistycznego Uniwersytetu Warmińsko-Mazurskiego w Olsztynie, obecnie w Filii UWM w Ełku (na stanowisku profesora uczelni), w Wydziale Zamiejscowym w Olsztynie Gdańskiej Szkoły Wyższej (na stanowisku profesora nadzwyczajnego). Został członkiem Senatu (zasiadał w senackiej komisji do spraw dydaktycznych, senackiej komisji do spraw nauki oraz senackiej komisji do spraw rozwoju uczelni i finansów) Uniwersytetu Warmińsko-Mazurskiego w Olsztynie. Był członkiem Rady Rektorskiej i Rady Edukacyjnej UWM. Był urzędnikiem Najwyższej Izby Kontroli, po kilku latach podjął pracę w zawodzie komornika sądowego przy Sądzie Rejonowym w Ełku, a następnie uzyskał wpis na listę adwokatów Izby Adwokackiej w Warszawie. Na podstawie postanowienia Prezydenta RP Andrzeja Dudy z dnia 4 maja 2023 objął urząd sędziego Wojewódzkiego Sądu Administracyjnego w Warszawie.
Postanowieniem Prezydenta RP Andrzeja Dudy nr 36 z dnia 8 czerwca 2017 mianowany został oficerem Wojska Polskiego, odbywał służbę wojskową w kilku jednostkach.
Był członkiem Polskiego Towarzystwa Naukowego Prawa Prasowego, Polskiego Towarzystwa Nauk Politycznych, Polskiego Towarzystwa Geopolitycznego (Przewodniczący Oddziału w Ełku), Polskiego Towarzystwa Komunikacji Społecznej, Polskiego Towarzystwa Geostrategicznego, Towarzystwa Naukowego Wschodoznawców (Szef Sekcji Studiów nad Prawami Człowieka na Obszarze Postsowieckim), Polskiego Towarzystwa Filozoficznego, Mazurskiego Towarzystwa Naukowego w Ełku i Ogólnopolskiego Stowarzyszenia Kadry Kierowniczej Oświaty. Był sekretarzem redakcji czasopisma naukowego „Civitas et Lex”, redaktorem tematycznym w periodyku „Studia Ełckie” i członkiem rady Fundacji TOGATUS PRO BONO. Był również członkiem zarządu Polskiego Związku Kolarskiego. W 2016 został przewodniczącym rady nadzorczej Radia Olsztyn, zaś w 2019 został członkiem rady nadzorczej Warmińsko-Mazurskiego Funduszu Poręczenia Kredytowe.

## Odznaczenia
- Złoty Krzyż Zasługi (2021)[35]
- Srebrny Krzyż Zasługi (2013)[36]
- Złoty Medal za Długoletnią Służbę (2023)[37]
- Medal Komisji Edukacji Narodowej (2018)[38]
- Medal „Pro Patria” (2024)[39]
- Krzyż Komandorski z Gwiazdą Orderu Świętego Stanisława (2021)[40]
- Krzyż Komandorski Orderu Świętego Stanisława (2020)[41]
- Brązowy Krzyż za Zasługi dla Klubów Żołnierzy Rezerwy (2020)[42]
- Krzyż Polowy Kościoła Polskokatolickiego (2019)[43]
- Krzyż św. Jana Pawła II i bł. ks. kard. Stefana Wyszyńskiego (2023)[44]
- Krzyż Zasługi w walce z COVID-19 (2021)[45]
- Medal za Wzorową Służbę na Rzecz Wojska Polskiego (2019)[45]
- Medal Budowniczych Pomnika Marszałka Józefa Piłsudskiego (2020)[46]
- Złoty Medal Zasłużony dla Obrony Terytorialnej (2019)[47]
- Srebrny Medal Zasłużony dla Obrony Terytorialnej (2018)[48]
- Medal pamiątkowy 100 rocznicy przejęcia przez Polskę ziemi Lublinieckiej w posiadanie (2023)[49]
- Medal Za Zasługi dla Związku Kombatantów i Osób Represjonowanych RP im. Danuty Siedzikówny „Inki” (2023)[50]
- Krzyż Piaśnicy (2023)[51]
- Medal Pamiątkowy 100-lecia III Powstania Śląskiego (2021)[51]
- Medal Zasłużony w Służbie Pokoju (2023)[52]
- Medal pamiątkowy 100 lat Koła Żołnierzy 12 Pułku Ułanów Podolskich (2019)[53]
- Medal pamiątkowy 5. rocznicy powstania Koła Żołnierzy 12 Pułku Ułanów Podolskich w Rzymie 2015-2020 (2020)[54]
- Złoty Medal Pamiątkowy 50. Rocznicy Śmierci gen. broni Władysława Andersa (2021)[55]
- Medal za Zasługi dla Związku Szlachty Polskiej Kresów Wschodnich (2020)[56]
- Medal Zasłużonym Fundacji Regiment (2021)[57]
- Medal za Dobre Serce i Wrażliwość Społeczną (2021)[58]
- Krzyż Zwycięstwa (2021)[59]
- Medal XXV Lat Unii Polskich Ugrupowań Monarchistycznych (2021)[46]
- Medal za Zasługi dla Polskiej Dyplomacji (2021)[55]
- Medal za Pomoc Ofiarom Wojny i Uchodźcom z Ukrainy (2021)[57]
- Złoty Medal Dziękczynny Miłosierdzia Bożego (2020)[60]
- Medal „Sport w Służbie Ojczyzny” (2019)[54]
- Order bł. ks. Władysława Miegonia (2020)[61]
- Krzyż Oficerski Orderu św. Jana Nepomucena (2019)[62]
- Krzyż za Zasługi dla Polskiego Czarnego Krzyża (2020)[63]
- Złoty Laur Uniwersytetu Warmińsko-Mazurskiego w Olsztynie (2017)[64]
- Odznaka Związku Oficerów Rezerwy RP im. J. Piłsudskiego (2019)[65]
- Krzyż Szlachecki (2020)[65]
- Odznaka pamiątkowa 7 Rejonowych Warsztatów Technicznych – nadana przez ostatniego żyjącego dowódcę (2022)[66]
- Odznaka jubileuszowa z okazji 50-lecia Klubu HDK PCK Serce Górnika (2020)[67]

## Publikacje książkowe
- J. J. Mrozek, A. Soboń, P. Gawliczek: Wojna w Ukrainie. Holistyczne ujęcie obronności i bezpieczeństwa. Warszawa: Oficyna Wydawnicza Aspra-JR, 2024. ISBN 978-83-82093-25-4. Brak numerów stron w książce
- J. J. Mrozek, O. Koval, M. Radziłowicz: Communication as a factor of transparency of social interaction: psychological, historical, legal, economic and political dimensions. New realities in the conditions of war and in the post-war perspective. Ełk: University of Warmia and Mazury in Olsztyn. Ełk Campus Branch, 2024. ISBN 978-83-66760-32-5. Brak numerów stron w książce
- J. J. Mrozek, P. Gawliczek, M. Radziłowicz: E-learning context of the NATO defence education enhancement programme. Case study: NATO DEEP ADL portal as LMS ILIAS 7+ based solution. Ełk: Filia w Ełku Uniwersytetu Warmińsko-Mazurskiego w Olsztynie, 2023. ISBN 978-83-66760-30-1. Brak numerów stron w książce
- J. J. Mrozek, P. Gawliczek, M. Radziłowicz: Istota i uwarunkowania transformacji systemów szkolnictwa wojskowego państw partnerskich Sojuszu Północnoatlantyckiego (NATO DEEP). Cel: interoperacyjność intelektualna. Ełk: Filia w Ełku Uniwersytetu Warmińsko-Mazurskiego w Olsztynie, 2023. ISBN 978-83-66760-31-8. Brak numerów stron w książce
- J. J. Mrozek: Prawo wojenne. Akty międzynarodowego prawa humanitarnego konfliktów zbrojnych. Ełk: Filia w Ełku Uniwersytetu Warmińsko-Mazurskiego w Olsztynie, 2023. ISBN 978-83-66760-28-8. Brak numerów stron w książce
- J. J. Mrozek, J. Krzywkowska, J. Groszkowski: Wyzwania dla ochrony danych osobowych związane z rozwojem technologii. Olsztyn: Centrum Badań Europy Wschodniej Uniwersytetu Warmińsko-Mazurskiego w Olsztynie, 2023. ISBN 978-83-61605-79-9. Brak numerów stron w książce
- J. J. Mrozek, K. Iskandarov, P. Gawliczek: NATO’s partnership policy in a dynamic security landscape. A simple look at a complex picture. Olsztyn: Centre for Eastern Europe Research UWM in Olsztyn, 2023. ISBN 978-83-61605-75-1. Brak numerów stron w książce
- J. J. Mrozek, H. Piriyev, K. Iskandarov, P. Gawliczek: The Second Karabakh War. From causes to termination. Olsztyn: Centre for Eastern Europe Research UWM in Olsztyn, 2023. ISBN 978-83-61605-71-3. Brak numerów stron w książce
- Communication as a factor of transparency of social interaction. Psychological, historical, legal, economic and political dimensions. J. J. Mrozek, O. Koval, K. Ziółkowska (red.). Ełk: Centre for Eastern Europe Research UWM in Olsztyn, 2022. ISBN 978-83-61605-67-6. Brak numerów stron w książce
- National security in modern world. Legal, technological and social communication aspects. J. J. Mrozek, S. V. Banah, S. O. Mazepa (red.). Ełk: Centre for Eastern Europe Research UWM in Olsztyn, 2022. ISBN 978-83-61605-63-8. Brak numerów stron w książce
- Childrens’s rights protection from legal, pedagogical and psychological perspective. J. J. Mrozek, O. Homotiuk, O. Koval (red.). Ełk: Centre for Eastern Europe Research UWM in Olsztyn, 2021. ISBN 978-83-61605-55-3. Brak numerów stron w książce
- J. J. Mrozek: Gwarancje wolności słowa w systemie prawnym Federacji Rosyjskiej. Olsztyn: Centrum Badań Europy Wschodniej Uniwersytetu Warmińsko-Mazurskiego w Olsztynie, 2018. ISBN 978-83-61605-27-0. Brak numerów stron w książce
- J. J. Mrozek: Wolność słowa – wymiar prawny. Skrypt akademicki. Częstochowa: Wydawnictwo Polskiego Towarzystwa Polityki Zagranicznej, 2018. ISBN 978-83-61294-15-3. Brak numerów stron w książce
- Globalizacja a wolność w XX i XXI wieku. J. J. Mrozek (red.). Warszawa: Wydawnictwo Polskiego Towarzystwa Wschodoznawców, 2018. ISBN 978-83-950702-0-4. Brak numerów stron w książce
- J. J. Mrozek: Freedom of Speech. Selected Bibliography. Częstochowa: Wydawnictwo Polskiego Towarzystwa Polityki Zagranicznej, 2018. ISBN 978-83-61294-17-7. Brak numerów stron w książce
- J. J. Mrozek: Prawo prasowe w Polskiej Rzeczypospolitej Ludowej. Ełk: Wydawnictwo CIVITAS ET LEX, 2018. ISBN 978-83-941599-9-3. Brak numerów stron w książce
- J. J. Mrozek: Polskie prawo prasowe okresu międzywojennego. Ełk: Wydawnictwo CIVITAS ET LEX, 2017. ISBN 978-83-941599-8-6. Brak numerów stron w książce
- Meandry nauk społecznych. J. J. Mrozek, M. Fierek (red.). Gdańsk: Wydawnictwo Gdańskiej Szkoły Wyższej, 2015. ISBN 978-83-89762-73-3. Brak numerów stron w książce
- Z problematyki samorządu terytorialnego. J. J. Mrozek (red.). Olsztyn: Wydawnictwo Prawnicze TOGATUS, 2015. ISBN 978-83-944032-3-2. Brak numerów stron w książce
- Wybrane aspekty funkcjonowania państwa. J. J. Mrozek (red.). Olsztyn: Wydawnictwo Prawnicze TOGATUS, 2015. ISBN 978-83-944032-2-5. Brak numerów stron w książce
- J. J. Mrozek: Podstawowe zagadnienia prawa mediów. Podręcznik. Olsztyn: Wydawnictwo Prawnicze TOGATUS, 2015. ISBN 978-83-944032-1-8. Brak numerów stron w książce
- J. J. Mrozek: Prawne i metodologiczne podstawy pisania prac dyplomowych. Skrypt. Olsztyn: Wydawnictwo Prawnicze TOGATUS, 2015. ISBN 978-83-944032-0-1. Brak numerów stron w książce
- Prawne i etyczne problemy zawodu dziennikarskiego. J. J. Mrozek (red.). Warszawa: Prawnicze Wydawnictwo Naukowe SUPREMA LEX, 2014. ISBN 978-83-941599-7-9. Brak numerów stron w książce
- Aktualne problemy społeczne a prasa. J. J. Mrozek (red.). Warszawa: Prawnicze Wydawnictwo Naukowe SUPREMA LEX, 2014. ISBN 978-83-941599-6-2. Brak numerów stron w książce
- J. J. Mrozek: Normy etyczne w służbie publicznej. Warszawa: Prawnicze Wydawnictwo Naukowe SUPREMA LEX, 2014. ISBN 978-83-941599-5-5. Brak numerów stron w książce
- J. J. Mrozek: Kodeksy etyki dziennikarstwa i komunikacji społecznej. Warszawa: Prawnicze Wydawnictwo Naukowe SUPREMA LEX, 2014. ISBN 978-83-941599-4-8. Brak numerów stron w książce
- J. J. Mrozek: Prawa i obowiązki dziennikarzy w wybranym orzecznictwie sądowym. Warszawa: Prawnicze Wydawnictwo Naukowe SUPREMA LEX, 2014. ISBN 978-83-941599-3-1. Brak numerów stron w książce
- J. J. Mrozek: Prawo autorskie i prawa pokrewne. Wybór źródeł. Warszawa: Prawnicze Wydawnictwo Naukowe SUPREMA LEX, 2014. ISBN 978-83-941599-2-4. Brak numerów stron w książce
- J. J. Mrozek: Źródła prawa prasowego. Warszawa: Prawnicze Wydawnictwo Naukowe SUPREMA LEX, 2014. ISBN 978-83-941599-1-7. Brak numerów stron w książce
- J. J. Mrozek: Bibliografia prawa komunikacji społecznej. Warszawa: Prawnicze Wydawnictwo Naukowe SUPREMA LEX, 2014. ISBN 978-83-941599-0-0. Brak numerów stron w książce
- J. J. Mrozek: Wolność słowa i wolność przekonań religijnych w systemie prawa. Olsztyn: Centrum Badań Europy Wschodniej Uniwersytetu Warmińsko-Mazurskiego w Olsztynie, 2013. ISBN 978-83-61605-10-2. Brak numerów stron w książce
- J. J. Mrozek: Wolność słowa i wolność przekonań religijnych w prawie międzynarodowym i ustawodawstwie wybranych państw. Olsztyn: Centrum Badań Europy Wschodniej Uniwersytetu Warmińsko-Mazurskiego w Olsztynie, 2012. ISBN 978-83-61605-53-9. Brak numerów stron w książce
- J. J. Mrozek: Wolność słowa i wolność przekonań religijnych w polskim prawie cywilnym. Olsztyn: Centrum Badań Europy Wschodniej Uniwersytetu Warmińsko-Mazurskiego w Olsztynie, 2012. ISBN 978-83-61605-65-2. Brak numerów stron w książce
- J. J. Mrozek: Wolność słowa i wolność przekonań religijnych w polskim prawie karnym. Olsztyn: Centrum Badań Europy Wschodniej Uniwersytetu Warmińsko-Mazurskiego w Olsztynie, 2012. ISBN 978-83-61605-69-0. Brak numerów stron w książce
- J. J. Mrozek: Wolność słowa i wolność przekonań religijnych w prawie kanonicznym, polskim prawie wyznaniowym i administracyjnym. Olsztyn: Centrum Badań Europy Wschodniej Uniwersytetu Warmińsko-Mazurskiego w Olsztynie, 2012. ISBN 978-83-61605-73-7. Brak numerów stron w książce
- J. J. Mrozek: Afirmacja życia człowieka w katolickiej etyce społecznej w Polsce okresu międzywojennego. Olsztyn: Centrum Badań Europy Wschodniej Uniwersytetu Warmińsko-Mazurskiego w Olsztynie, 2012. ISBN 978-83-61605-61-4. Brak numerów stron w książce
- J. J. Mrozek: Apostolstwo świeckich w listach pasterskich biskupów łomżyńskich po Soborze Watykańskim II. Olsztyn: Centrum Badań Europy Wschodniej Uniwersytetu Warmińsko-Mazurskiego w Olsztynie, 2012. ISBN 978-83-61605-57-7. Brak numerów stron w książce